# Roßbach (Pfalz)
Roßbach ist ein Stadtteil der im rheinland-pfälzischen Landkreis Kusel liegenden Stadt Wolfstein.

## Geographie

### Lage
Der Ort liegt im Nordpfälzer Bergland unmittelbar an der Lauter, etwa zwei Kilometer südlich der Kernstadt.

## Geschichte
Bis 1905 gehörte Roßbach zur Bürgermeisterei Wolfstein.
Im Zuge der rheinland-pfälzischen Verwaltungsreform wurde die bis dahin eigenständige Gemeinde „Rossbach in der Pfalz“ mit damals 521 Einwohnern am 7. Juni 1969 in die Nachbarstadt Wolfstein eingemeindet.

## Infrastruktur
Der Ort verfügt über einen Haltepunkt an der Lautertalbahn. Bereits im Zuge des Baus der Strecke kam es zu Streitereien mit Wolfstein, da sich der Bahnhof der Stadt auf der Gemarkung der damals selbständigen Gemeinde Roßbach befand. Der Konflikt wurde bis ins Jahr 1906 ausgetragen. Mit dem FC Roßbach existiert zudem ein örtlicher Fußballverein.